# Darajja
Darajja (arab. داريا) – miasto w Syrii w muhafazie Damaszek. Według spisu powszechnego z 2004 roku około 78 763 mieszkańców. Ośrodek przemysłowy.

## Historia
Miasto było jednym z pierwszych miast, w których odbyły się masowe protesty przeciwko rządzącemu reżimowi, które następnie przerodziły się w wojnę domową w Syrii. Podczas wojny nad miastem przejęła kontrolę Wolna Armia Syrii. 24 sierpnia 2012 doszło do zdarzenia znanego jako Masakra w Darajji - rzezi ludności cywilnej dokonanej przez siły rządowe podczas potyczek obejmujących przedmieścia Damaszku. Miejscowość po tych wydarzeniach została uznana za symbol oporu wobec władzy Baszszara al-Asada.
Darajja została w pełni przejęta na stałe przez rząd syryjski we wrześniu 2016 roku po czteroletnim oblężeniu, podczas którego, zdaniem opozycyjnych aktywistów, dochodziło również do ataków napalmem. Siły rządowe regularnie zrzucały także bomby beczkowe. Przejście miasta w ręce armii syryjskiej nastąpiło po porozumieniu, w wyniku którego żołnierze rebelianccy wraz z cywilami zostali ewakuowani z miasta oraz dopuszczono pomoc medyczną ze strony Syryjskiego Czerwonego Krzyża. Po ewakuacji Darajja całkowicie opustoszała - 4000 cywilów zostało przymusowo przesiedlonych do innych miejscowości w obrębie muhafaz Damaszek i Miasto Damaszek. Od 700 miejscowych bojowników przetransportowano do muhafazy Idlib, gdzie mieli kontynuować walkę. Przymusowe przesiedlenia mieszkańców miasta zostały skrytykowane przez ONZ.